# Chelsea Abdullah
Chelsea Abdullah es una escritora kuwaití-estadounidense. Es autora de la  trilogía fantástica Sandsea, que todavía está incompleta.

## Biografía
Abdullah nació y creció en Kuwait, donde escuchaba historias sobre misteriosas criaturas del desierto que le inspirarían después. Obtuvo una Maestría en Inglés (MA) en la Universidad Duquesne.
Se graduó de la Universidad de Colorado Boulder y actualmente vive en Nueva York.
En 2022, Abdullah publicó su primera novela, la primera de una proyectada trilogía. The Satardust thief (El ladrón de polvo de estrellas), es una historia que tiene lugar en un mundo de fantasía inspirado en Las mil y una noches, donde los genios son perseguidos y cazados por su sangre curativa, y sus reliquias encantadas son codiciadas. Publishers Weekly elogió las "exuberantes descripciones [que] dan vida al escenario" y su capacidad para crear una "sensación de misterio y encanto". The New Arab alabó su inclusión de cuentos populares tradicionales emiratíes y dijo que " [teje] hermosas historias dentro de historias, cuentos dentro de cuentos".
La segunda entrega de la trilogía, The Ashfire King, se publicará en 2023.

## The Stardust Thief, Libro I de laSandsea Trilogy
"Loulie al-Nazari es la Mercader de Medianoche: una criminal que, con la ayuda de su guardaespaldas jinn, caza y vende magia ilegal. Cuando salva la vida de un príncipe cobarde, llama la atención de su poderoso padre, el sultán, quien la chantajea para que encuentre una lámpara antigua que tiene el poder de revivir la tierra estéril, a costa de sacrificar a todos los genios. Sin más remedio que obedecer o ser ejecutada, Loulie viaja con el hijo mayor del sultán para encontrar el artefacto. Ayudada por su guardaespaldas, que tiene sus propios secretos, deben sobrevivir a los ataques de los demonios, burlar a una vengativa reina de los genios y enfrentarse a un asesino malicioso del pasado de Loulie. En un mundo donde la historia es realidad y la ilusión es verdad, Loulie descubrirá que todo -su enemigo, su magia, incluso su propio pasado- no es lo que parece, y debe decidir en quién se convertirá en esta nueva realidad".

## Obras
- The Stardust Thief, Little, Brown Book Group Limited, 2022.ISBN 9780356517445[10][11][12][5][7]

## Otras lecturas
- Salih, Swara (26 de mayo de 2022). «The Middle Geeks Interview: Chelsea Abdullah, Author of "The Stardust Thief"». Nerds of Color.
- Jones, Michael M. (18 de marzo de 2022). «A Story Built of Stories: PW Talks with Chelsea Abdullah». Publishers Weekly (en inglés). Consultado el 2 de septiembre de 2022.

- Datos: Q113773203